# Na loučkách
Na loučkách je přírodní rezervace v Krušných horách severně od města Výsluní v okrese Chomutov. Důvodem ochrany území je zachování typického krušnohorského rašeliniště s význačnou květenou a s kříženci kosodřeviny.

## Historie
Chráněné území bylo vyhlášeno ministerstvem kultury dne 31. října 1977 jako státní přírodní rezervaci. Přírodní rezervace je v Ústředním seznamu ochrany přírody evidována pod číslem 646 a spravuje ji Krajský úřad Ústeckého kraje. Od 13. ledna 2005 je součástí ptačí oblasti Novodomské rašeliniště – Kovářská (159,63 km²) a od 15. dubna 2005 také evropsky významné lokality Natura 2000 Na loučkách, jejíž celková rozloha dosahuje 10,15 km² a nachází se v ní také rozsáhlá přírodní památka Na loučkách II.
Okolní lesy byly již ve středověku těženy pro potřeby železnorudných dolů, manufaktur a průmyslovou výrobu, což vedlo ke snížení podílu buku lesního (Fagus sylvatica) v lesních porostech. Umělé monokultury smrku ztepilého (Picea abies) byly ve druhé polovině dvacátého století zničeny imisními zátěžemi z průmyslového Podkrušnohoří. Pro původní společenstva v širším okolí mělo negativní vliv také odvodňování území a vysazování nepůvodních dřevin jako je smrk pichlavý (Picea pungens), modřín opadavý (Larix decidua) ale také jeřáb ptačí (Sorbus aucuparia) nebo nepůvodní břízy (Betula sp.), které křížením ohrožují genofond původních populací bříz. Smrkové porosty byly po roce 2010 napadeny houbami sypavkou (Lophodermium) a v případě smrku pichlavého také kloubnatkou smrkovou (Cucurbitara piceae). V minulosti se na jižním okraji chráněného území těžila rašelina.

## Přírodní poměry
Přírodní rezervace s rozlohou 13,5858 hektaru leží nadmořské výšce 780–786 metrů v katastrálním území Výsluní.

### Abiotické faktory
Geologické podloží rezervace tvoří horniny krušnohorského krystalinika předvariského stáří, zastoupené dvojslídnými rulami s porfyrickými vyrostlicemi živce. Na nich se během čtvrtohor vytvořila až 3,5 metru mocná  vrstva rašeliny. V geomorfologickém členění Česka leží lokalita v Krušných horách, konkrétně v podcelku Loučenská hornatina a okrsku Přísečnická hornatina. Severně od chráněného území se zdvihá asi sto metrů vysoký strmý svah vrcholové části pohoří, na které se nachází větší rašeliniště chráněné jako přírodní rezervace Prameniště Chomutovky. Jediným půdním typem v rezervaci je podzol kambický.
Území se nachází v povodí Labe. Voda odtéká nejprve do Prunéřovského potoka, který ji odvádí do Ohře. V rámci Quittovy klasifikace podnebí se chráněné území nachází v chladné oblasti CH6 (průměrné teploty −4 až −5 °C v lednu a 16–17 °C v červenci, roční úhrn srážek je 1000–1200 milimetrů) nebo CH7 (průměrné teploty −3 až −4 °C v lednu a 15–16 °C v červenci, roční úhrn srážek je 850–1000 milimetrů).

### Flóra
V jádru chráněného území rostou typické vrchovištní druhy rostlin: borovice bažinná (Pinus uncinata), suchopýr pochvatý (Eriophorum vaginatum), šicha černá (Empetrum nigrum), klikva bahenní (Vaccinium oxycoccos), borůvka bažinná (Vaccinium uliginosum) a kyhanka sivolistá (Andromeda polifolia).

### Fauna
Podobně jako v širším okolí je také území rezervace postiženo vysokými stavy zvěře, která se soustřeďuje na otevřených rašelinných lokalitách. Zvěř okusem dřevin brání přirozené obnově porostů a způsobuje nežádoucí eutrofizaci trusem. Ze zvláště chráněných živočichů byl na lokalitě zaznamenán výskyt skřivana lesního (Lullula arborea) a zmije obecné (Vipera berus).

## Přístup
Chráněné území se nachází mimo značené turistické trasy. Nejbližší, žlutě značená trasa, vede z Výsluní k železniční stanici Výsluní na trati Chomutov–Vejprty asi 200 metrů od západního okraje rezervace.